# アップ・ティル・ナウ
『アップ・ティル・ナウ』（英: Up 'til Now）は、アート・ガーファンクルのコンピレーション・アルバム。それまでにリリースされたソロ・アルバムから3曲（『アニマルズ・クリスマス』の1曲を含む）、新曲が7曲（ジェームス・テイラーとのデュエットと『シザーズ・カット〜北風のラストレター』の初期レコーディングセッションから除かれたものを含む）、『天使の歌声』および『ウォーターマーク』収録曲からジミー・ウェッブがピアノで参加したスタジオ・ライブ版がそれぞれ1曲ずつ、そしてサイモン&ガーファンクルの最初のアルバム『水曜の朝、午前3時』から「サウンド・オブ・サイレンス」のアコースティック・バージョン、といった曲で構成されている。
トラック「ブレイクアップ」は、サイモン&ガーファンクル解散の理由をガーファンクルがカセットに録音されていたサイモンのセリフに遮られながら語る、というジョーク趣向の作品である。

## 収録曲
1. クライング・イン・ザ・レイン - "Crying in the Rain"  (Carole King, Howard Greenfield)  (Duet with James Taylor, Produced by Taylor) – 3:39
2. 友に捧げる讃歌 - "All I Know"  (Jimmy Webb)  (From the album Angel Clare, with Jimmy Webb on piano) – 2:25
3. ブルックリン・ブリッジ - "Just Over the Brooklyn Bridge"  (Alan Bergman / Marilyn Bergman / Marvin Hamlisch) (from TV series, Brooklyn Bridge)– 1:07
4. サウンド・オブ・サイレンス - "The Sound of Silence"  (Paul Simon)  (From the Simon & Garfunkel album Wednesday Morning, 3 A.M.) – 3:06
5. ブレイクアップ - "The Breakup"  (Spoken word with Paul Simon) – 2:16
6. スカイライター - "Skywriter"  (Jimmy Webb)  (Recorded live at the Royal Albert Hall with Nicky Hopkins on piano) – 4:15
7. 告示 - "The Decree"  (Jimmy Webb)  (From the album The Animals' Christmas) – 3:30
8. イッツ・オール・イン・ザ・ゲーム - "It's All in the Game"  (Charles Dawes / Carl Sigman)  (Produced by James Taylor) – 3:52
9. ワン・レス・ホリデイ - "One Less Holiday"  (Stephen Bishop)  (From the Scissors Cut sessions) – 1:46
10. シンス・アイ・ドント・ハヴ・ユー - "Since I Don't Have You" (Joseph Rock, James Beaumont)  (From the album Fate For Breakfast) – 3:38
11. トゥ・スリーピー・ピープル - "Two Sleepy People" (Hoagy Carmichael, Frank Loesser)  (from the Penny Marshall film, A League of Their Own) – 3:37
12. ホワイ・ウォリー - "Why Worry" (Mark Knopfler) – 5:33
13. オール・マイ・ラヴズ・ラフター - "All My Love's Laughter"  (Jimmy Webb) (From the album Watermark, with Jimmy Webb on piano and Larry Coryell on guitar)) – 3:28

日本盤ボーナストラック
1. 神の御子は今宵しも - "O Come All Ye Faithful"  (Traditional) – 2:09